# Астронавт (фильм)
«Астрона́вт» (англ. The Astronaut) — американский художественный фильм режиссёра Джесс Варли в жанре научно-фантастического триллера. В фильме снялись Кейт Мара, Лоренс Фишберн и Гэбриел Луна. Его премьера состоялась 7 марта 2025 года на фестивале South by Southwest.

## Сюжет
Женщина-астронавт Сэм Уокер прибывает на Землю после своего первого космического путешествия. Её находят в повреждённой капсуле в Атлантическом океане, после чего помещают под наблюдение под контролем генерала Уильяма Харриса из-за подозрений, что вместе с ней из космоса проникла некая внеземная жизнь.

## В ролях
- Кейт Мара — лейтенант Сэм Уокер
- Лоренс Фишберн — генерал Уильям Харрис
- Гэбриел Луна — Марк

## Производство
Для Джесс Варли фильм стал режиссёрским дебютом в качестве единоличного режиссёра. Продюсерами фильма стали Брэд Фуллер, Эрик Б. Флайшмен и Кэмерон Фуллер. В начале 2023 года на главные роли были утверждены Лоренс Фишберн и Эмма Робертс. В сентябре 2023 года Кейт Мара заменила Эмму Робертс, также стало известно, что фильме снимется Гэбриел Луна.
Съёмки начались в Ирландии в конце 2023 года. В феврале 2024 года были обнародованы первые кадры.

## Премьера
Премьера фильма состоялась 7 марта 2025 года на фестивале South by Southwest.